# Procytettix
Procytettix is een geslacht van rechtvleugeligen uit de familie doornsprinkhanen (Tetrigidae). De wetenschappelijke naam van dit geslacht is voor het eerst geldig gepubliceerd in 1912 door Bolívar.

## Soorten
Het geslacht Procytettix omvat de volgende soorten:
- Procytettix fusiformis Bolívar, 1912
- Procytettix hova Rehn, 1937
- Procytettix robinsoni Günther, 1974
- Procytettix thalassanax Günther, 1939